# Nova História Crítica
Nova História Crítica é uma coleção de livros didáticos de primeiro e segundo grau do escritor Mario Schmidt.
É publicada pela editora Nova Geração.
A obra era distribuída em grande quantidade e gratuitamente para ensino fundamental público, no entanto, deixou de constar na versão mais recente do Guia do Livro Didático do Ministério da Educação. O livro, porém, envolveu-se em alguma polêmica após a publicação de críticas feitas pelo jornalista Ali Kamel no jornal O Globo, o qual alegava erros conceituais, falhas de informação , incoerência metodológica e propaganda político-partidária. Porém o livro do professor Mario Schmidt do segundo grau foi distribuido livremente para escolas públicas em 2008, graças a uma medida do governo federal que garante livros didáticos gratuitos para o ensino médio.

## Passagens polêmicas do livro
Em 18 de setembro de 2007, Ali Kamel escreve em sua coluna d'Oglobo o artigo "O que ensinam às nossas crianças" criticando que o conteúdo do livro didático teria um forte viés ideológico de esquerda. A matéria foi repercutida em veículos com o Estadão e Jornal Nacional. Colunistas como o Reinaldo Azevedo e o movimento Escola sem Partido apresentaram ácidas críticas ao livro didático, causando polêmica e diversas reações favoráveis e contrárias nos meios de comunicação. Seguem trechos do artigo:
Sobre Mao Tsé-tung palavras do próprio livro: "Foi um grande estadista e comandante militar. Escreveu livros sobre política, filosofia e economia. Praticou esportes até a velhice. Amou inúmeras mulheres e por elas foi correspondido. Para muitos chineses, Mao é ainda um grande herói. Mas para os chineses anticomunistas, não passou de um ditador."
A Revolução Cultural Chinesa palavras do próprio livro: "Foi uma experiência socialista muito original. As novas propostas eram discutidas animadamente. Grandes cartazes murais, os dazibaos, abriam espaço para o povo manifestar seus pensamentos e suas críticas. Velhos administradores foram substituídos por rapazes cheios de idéias novas. Em todos os cantos, se falava da luta contra os quatro velhos: velhos hábitos, velhas culturas, velhas idéias, velhos costumes. (...) No início, o presidente Mao Tse-tung foi o grande incentivador da mobilização da juventude a favor da Revolução Cultural. (...) Milhões de jovens formavam a Guarda Vermelha, militantes totalmente dedicados à luta pelas mudanças. (...) Seus militantes invadiam fábricas, prefeituras e sedes do PC para prender dirigentes "politicamente esclerosados". (...) A Guarda Vermelha obrigou os burocratas a desfilar pelas ruas das cidades com cartazes pregados nas costas com dizeres do tipo: "Fui um burocrata mais preocupado com o meu cargo do que com o bem estar do povo." As pessoas riam, jogavam objetos e até cuspiam. A Revolução Cultural entusiasmava e assustava ao mesmo tempo."
Sobre os motivos da derrocada da URSS: "É claro que a população soviética não estava passando forme. O desenvolvimento econômico e a boa distribuição de renda garantiam o lar e o jantar para cada cidadão. Não existia inflação nem desemprego. Todo ensino era gratuito e muitos filhos de operários e camponeses conseguiam cursar as melhores faculdades. (...) Medicina gratuita, aluguel que custava o preço de três maços de cigarro, grandes cidades sem crianças abandonadas nem favelas... Para nós, do Terceiro Mundo, quase um sonho não é verdade? Acontecia que o povo da segunda potência mundial não queria só melhores bens de consumo. Principalmente a intelligentsia (os profissionais com curso superior) tinham (sic) inveja da classe média dos países desenvolvidos (...) Queriam ter dois ou três carros importados na garagem de um casarão, freqüentar bons restaurantes, comprar aparelhagens eletrônicas sofisticadas, roupas de marcas famosas, jóias. (...) Karl Marx não pensava que o socialismo pudesse se desenvolver num único país, menos ainda numa nação atrasada e pobre como a Rússia tzarista. (...) Fica então uma velha pergunta: e se a revolução tivesse estourado num país desenvolvido como os EUA e a Alemanha? Teria fracassado também?"

## Ideologias do livro
Mario Schmidt demonstra nítida afinidade com o marxismo, porém mostra simpatia em relação as revoluções burguesas, filósofos liberais como John Locke e Adam Smith e Iluministas como Voltaire e Rousseau, que são nomes e ideologias obviamente relacionadas à formação do capitalismo. Apesar de segundo o próprio autor, a ideologia do livro ser a de Kant: que os indivíduos possam pensar por conta própria, sem serem guiados por outros. 

## Outro lado
O autor da obra, Mario Schmidt, se defendeu publicamente das acusações em matéria publicada no portal O Vermelho. Segundo ele, o jornalista Ali Kamel se utilizou de trechos pinçados da obra para criar uma imagem distorcida do seu conteúdo. Defendeu que sua obra não tem inclinações estalinistas ou maoístas, como insinuado pela matéria do jornalista Ali Kamel. Para comprovar sua tese, citou trechos em que o próprio livro faz menção aos crimes e atrocidades perpetrados nestes regimes:

#### Sobre aUnião Soviética
''A URSS era uma ditadura. O Partido Comunista tomava todas as decisões importantes. As  eleições eram apenas uma encenação (...). Quem criticasse o governo ia  para a prisão. (...) Em vez da eficácia econômica havia mesmo era uma  administração confusa e lenta. (...) Milhares e milhares de indivíduos foram enviados a campos de trabalho forçado na Sibéria, os terríveis Gulags. Muita gente foi torturada até a morte pelos guardas  stalinistas...'' (pp. 63-65).

#### Sobre a China Comunista
''O Grande Salto para a Frente tinha  fracassado. O resultado foi uma terrível epidemia de fome que dizimou  milhares de pessoas. (...) Mao (...) agiu de forma parecida com Stálin,  perseguindo os opositores e utilizando recursos de propaganda para  criar a imagem oficial de que era infalível.'' (p. 191) ''Ouvir uma fita  com rock ocidental podia levar alguém a freqüentar um campo de  reeducação política. (...) Nas universidades, as vagas eram reservadas  para os que demonstravam maior desempenho nas lutas políticas. (...)  Antigos dirigentes eram arrancados do poder e humilhados por multidões  de adolescentes que consideravam o fato de a pessoa ter 60 ou 70 anos  ser suficiente para ela não ter nada a acrescentar ao país...'' (p. 247)